# Polyura kronos
Polyura kronos är en fjärilsart som beskrevs av Eduard Honrath 1888. Polyura kronos ingår i släktet Polyura och familjen praktfjärilar. Inga underarter finns listade i Catalogue of Life.